# 4ème round
 (janvier 2017).
Si vous disposez d'ouvrages ou d'articles de référence ou si vous connaissez des sites web de qualité traitant du thème abordé ici, merci de compléter l'article en donnant les références utiles à sa vérifiabilité et en les liant à la section « Notes et références ».
Albums de Stomy Bugsy
Trop jeune pour mourir
(2000) Rimes passionnelles
(2007)
Singles
1. Viens avec moi
2. Une femme en prison

4ème round est le quatrième album solo du rappeur français Stomy Bugsy, sorti en 2003.

## Liste des titres
| 1.    | Viens avec moi (feat. Passi et Nawfel)                                      | 3:33 |
| 2.    | J'suis né à Pigalle                                                         | 3:30 |
| 3.    | Tout le monde peut atteindre ses rêves (Bug's Life II)                      | 3:47 |
| 4.    | Une femme en prison (feat. Kelly Rowland (Destiny's Child))                 | 5:05 |
| 5.    | Drôle de vie (avec la Voix additionnelle de Passi)                          | 4:15 |
| 6.    | J'refuse de partir                                                          | 3:42 |
| 7.    | C'était en colos                                                            | 3:39 |
| 8.    | La M.C. Malcriado (feat. Jacky Brown (Nèg' Marrons), Izé et J.P. (2Doigts)) | 4:07 |
| 9.    | Pas d'celles                                                                | 3:42 |
| 10.   | Bugsy                                                                       | 3:56 |
| 11.   | Bienvenue en enfer                                                          | 4:30 |
| 12.   | Je serai toujours là pour toi                                               | 3:40 |
| 13.   | Le jour et la nuit                                                          | 4:11 |
| 14.   | Passager 57                                                                 | 3:38 |
| 15.   | Mauvaises habitudes (feat. Hamed Daye)                                      | 3:42 |
| 58:57 |                                                                             |      |

## Singles extraits
- Viens avec moi B/ J'suis né à Pigalle et Drôle de vie
- Une femme en prison B/ Viens avec moi et Lascarface

## Classements
| Pays   | Meilleure position | Semaines classées |
| ------ | ------------------ | ----------------- |
| France | 58                 | 7                 |